# Lista över fornlämningar i Helsingborgs kommun
Lista över fornlämningar i Helsingborgs kommun är en förteckning av ett urval av de fornlämningar som finns i Helsingborgs kommun.

## Allerum
| Namn                                     | Lämningstyp  | Tillkomsttid | Historisk indelning | Plats | Läge                 | ID-nr          | Bild                                      |
| ---------------------------------------- | ------------ | ------------ | ------------------- | ----- | -------------------- | -------------- | ----------------------------------------- |
| Allerum 3:1                              | Hällristning |              | Allerum, Skåne      |       | 56.113186, 12.694944 | 10117300030001 | Ladda upp en bild av detta fornminne      |
| Allerum 5:1                              | Hällristning |              | Allerum, Skåne      |       | 56.134190, 12.642821 | 10117300050001 | Ladda upp en bild av detta fornminne      |
| Allerum 5:2                              | Hällristning |              | Allerum, Skåne      |       | 56.134127, 12.642648 | 10117300050002 | Ladda upp en bild av detta fornminne      |
| Allerum 5:3                              | Hällristning |              | Allerum, Skåne      |       | 56.134108, 12.642694 | 10117300050003 | Ladda upp en bild av detta fornminne      |
| Allerum 7:1                              | Hög          |              | Allerum, Skåne      |       | 56.090872, 12.647558 | 10117300070001 | Ladda upp en bild av detta fornminne      |
| Stora Sperlinge hög (Allerum 10:1)       | Hög          |              | Allerum, Skåne      |       | 56.096752, 12.644652 | 10117300100001 | Ladda upp en bild av detta fornminne      |
| Lilla Sperlinge hög (Allerum 11:1)       | Hög          |              | Allerum, Skåne      |       | 56.096161, 12.645091 | 10117300110001 | Ladda upp en bild av detta fornminne      |
| Allerum 13:1                             | Hög          |              | Allerum, Skåne      |       | 56.096859, 12.639084 | 10117300130001 | Ladda upp en bild av detta fornminne      |
| Allerum 15:1                             | Hög          |              | Allerum, Skåne      |       | 56.105462, 12.637024 | 10117300150001 | Ladda upp en till bild av detta fornminne |
| Alles hög (Allerum 18:1)                 | Hög          |              | Allerum, Skåne      |       | 56.109230, 12.625908 | 10117300180001 | Ladda upp en bild av detta fornminne      |
| Alles hög (Allerum 18:2)                 | Hög          |              | Allerum, Skåne      |       | 56.109327, 12.625576 | 10117300180002 | Ladda upp en bild av detta fornminne      |
| Allerum 21:1                             | Stensättning |              | Allerum, Skåne      |       | 56.110904, 12.625705 | 10117300210001 | Ladda upp en bild av detta fornminne      |
| Allerum 22:1                             | Hög          |              | Allerum, Skåne      |       | 56.111110, 12.625121 | 10117300220001 | Ladda upp en bild av detta fornminne      |
| Allerum 23:1                             | Hög          |              | Allerum, Skåne      |       | 56.111912, 12.624058 | 10117300230001 | Ladda upp en bild av detta fornminne      |
| Rävhögen (Allerum 24:1)                  | Hög          |              | Allerum, Skåne      |       | 56.112620, 12.622870 | 10117300240001 | Ladda upp en bild av detta fornminne      |
| Rävhögen (Allerum 24:3)                  | Hög          |              | Allerum, Skåne      |       | 56.112266, 12.622780 | 10117300240003 | Ladda upp en bild av detta fornminne      |
| Allerum 25:1                             | Hög          |              | Allerum, Skåne      |       | 56.113517, 12.618428 | 10117300250001 | Ladda upp en bild av detta fornminne      |
| Allerum 26:1                             | Hög          |              | Allerum, Skåne      |       | 56.114672, 12.620676 | 10117300260001 | Ladda upp en bild av detta fornminne      |
| Allerum 27:1                             | Hög          |              | Allerum, Skåne      |       | 56.112732, 12.617906 | 10117300270001 | Ladda upp en bild av detta fornminne      |
| Allerum 28:1                             | Hög          |              | Allerum, Skåne      |       | 56.110889, 12.621041 | 10117300280001 | Ladda upp en bild av detta fornminne      |
| Allerum 29:1                             | Hög          |              | Allerum, Skåne      |       | 56.114098, 12.615909 | 10117300290001 | Ladda upp en bild av detta fornminne      |
| Allerum 35:1                             | Hällristning |              | Allerum, Skåne      |       | 56.136400, 12.653998 | 10117300350001 | Ladda upp en bild av detta fornminne      |
| Allerum 35:2                             | Hällristning |              | Allerum, Skåne      |       | 56.136400, 12.653998 | 10117300350002 | Ladda upp en bild av detta fornminne      |
| Allerum 37:1                             | Hög          |              | Allerum, Skåne      |       | 56.132855, 12.594241 | 10117300370001 | Ladda upp en bild av detta fornminne      |
| Allerum 37:2                             | Stensättning |              | Allerum, Skåne      |       | 56.132980, 12.594215 | 10117300370002 | Ladda upp en bild av detta fornminne      |
| Dösonabacken/Dösens backe (Allerum 39:1) | Hällristning |              | Allerum, Skåne      |       | 56.133504, 12.625580 | 10117300390001 | Ladda upp en bild av detta fornminne      |
| Allerum 41:1                             | Hög          |              | Allerum, Skåne      |       | 56.103514, 12.632427 | 10117300410001 | Ladda upp en bild av detta fornminne      |
| Allerum 49:1                             | Hög          |              | Allerum, Skåne      |       | 56.103189, 12.642144 | 10117300490001 | Ladda upp en bild av detta fornminne      |
| Allerum 51:1                             | Hällristning |              | Allerum, Skåne      |       | 56.109191, 12.713673 | 10117300510001 | Ladda upp en bild av detta fornminne      |
| Allerum 52:1                             | Hällristning |              | Allerum, Skåne      |       | 56.128307, 12.623773 | 10117300520001 | Ladda upp en bild av detta fornminne      |
| Allerum 53:1                             | Hällristning |              | Allerum, Skåne      |       | 56.097393, 12.643416 | 10117300530001 | Ladda upp en bild av detta fornminne      |
| Allerum 53:2                             | Hällristning |              | Allerum, Skåne      |       | 56.097415, 12.643479 | 10117300530002 | Ladda upp en bild av detta fornminne      |
| Allerum 54:1                             | Hällristning |              | Allerum, Skåne      |       | 56.092054, 12.644319 | 10117300540001 | Ladda upp en bild av detta fornminne      |
| Allerum 95:1                             | Hög          |              | Allerum, Skåne      |       | 56.132638, 12.610958 | 10117300950001 | Ladda upp en bild av detta fornminne      |
| Allerum 95:2                             | Hög          |              | Allerum, Skåne      |       | 56.132758, 12.611094 | 10117300950002 | Ladda upp en bild av detta fornminne      |
| Allerum 139:1                            | Hällristning |              | Allerum, Skåne      |       | 56.137303, 12.629171 | 10117301390001 | Ladda upp en bild av detta fornminne      |

## Bårslöv
| Namn                         | Lämningstyp    | Tillkomsttid | Historisk indelning | Plats | Läge                 | ID-nr          | Bild                                      |
| ---------------------------- | -------------- | ------------ | ------------------- | ----- | -------------------- | -------------- | ----------------------------------------- |
| Stenlösorna (Bårslöv 1:1)    | Stenkammargrav |              | Bårslöv, Skåne      |       | 55.996116, 12.805411 | 10120500010001 | Ladda upp en bild av detta fornminne      |
| Stenlösorna (Bårslöv 1:4)    | Hällristning   |              | Bårslöv, Skåne      |       | 55.996116, 12.805411 | 10120500010004 | Ladda upp en bild av detta fornminne      |
| Bårslöv 2:1                  | Hög            |              | Bårslöv, Skåne      |       | 56.004057, 12.837647 | 10120500020001 | Ladda upp en bild av detta fornminne      |
| Bårslöv 2:2                  | Hög            |              | Bårslöv, Skåne      |       | 56.004700, 12.837875 | 10120500020002 | Ladda upp en bild av detta fornminne      |
| Borgarehögarne (Bårslöv 3:1) | Hög            |              | Bårslöv, Skåne      |       | 56.009786, 12.809515 | 10120500030001 | Ladda upp en bild av detta fornminne      |
| Fyrhöga (Bårslöv 4:1)        | Hög            |              | Bårslöv, Skåne      |       | 56.010660, 12.800758 | 10120500040001 | Ladda upp en bild av detta fornminne      |
| Fyrhöga (Bårslöv 4:2)        | Hög            |              | Bårslöv, Skåne      |       | 56.010564, 12.800525 | 10120500040002 | Ladda upp en bild av detta fornminne      |
| Fyrhöga (Bårslöv 4:3)        | Hög            |              | Bårslöv, Skåne      |       | 56.010470, 12.800324 | 10120500040003 | Ladda upp en bild av detta fornminne      |
| Fyrhöga (Bårslöv 4:4)        | Hög            |              | Bårslöv, Skåne      |       | 56.010694, 12.801028 | 10120500040004 | Ladda upp en bild av detta fornminne      |
| Bårslöv 5:1                  | Hög            |              | Bårslöv, Skåne      |       | 56.011906, 12.798478 | 10120500050001 | Ladda upp en bild av detta fornminne      |
| Bårslöv 9:1                  | Hög            |              | Bårslöv, Skåne      |       | 56.001856, 12.781146 | 10120500090001 | Ladda upp en bild av detta fornminne      |
| Bårslöv 10:1                 | Hög            |              | Bårslöv, Skåne      |       | 56.001739, 12.783320 | 10120500100001 | Ladda upp en bild av detta fornminne      |
| Bårslöv 11:1                 | Hög            |              | Bårslöv, Skåne      |       | 56.001383, 12.784535 | 10120500110001 | Ladda upp en bild av detta fornminne      |
| Grönehög (Bårslöv 12:1)      | Hög            |              | Bårslöv, Skåne      |       | 56.005681, 12.781438 | 10120500120001 | Ladda upp en till bild av detta fornminne |
| Bårslöv 13:1                 | Hög            |              | Bårslöv, Skåne      |       | 56.007299, 12.795616 | 10120500130001 | Ladda upp en bild av detta fornminne      |
| Bårslöv 32:1                 | Hög            |              | Bårslöv, Skåne      |       | 56.000575, 12.836380 | 10120500320001 | Ladda upp en bild av detta fornminne      |
| Bårslöv 33:1                 | Hög            |              | Bårslöv, Skåne      |       | 56.000569, 12.837246 | 10120500330001 | Ladda upp en bild av detta fornminne      |
| Bårslöv 49:2                 | Hög            |              | Bårslöv, Skåne      |       | 55.998439, 12.793699 | 10120500490002 | Ladda upp en bild av detta fornminne      |
| Flänshög (Bårslöv 54:1)      | Hög            |              | Bårslöv, Skåne      |       | 55.997458, 12.816978 | 10120500540001 | Ladda upp en bild av detta fornminne      |
| Bårslöv 59:1                 | Hög            |              | Bårslöv, Skåne      |       | 56.011589, 12.814384 | 10120500590001 | Ladda upp en bild av detta fornminne      |
| Bårslöv 65:1                 | Hög            |              | Bårslöv, Skåne      |       | 56.000435, 12.858805 | 10120500650001 | Ladda upp en bild av detta fornminne      |
| Bårslöv 73:1                 | Hög            |              | Bårslöv, Skåne      |       | 56.017796, 12.784875 | 10120500730001 | Ladda upp en bild av detta fornminne      |
| Bårslöv 80:1                 | Hög            |              | Bårslöv, Skåne      |       | 56.014851, 12.788433 | 10120500800001 | Ladda upp en bild av detta fornminne      |

## Fjärestad
| Namn                            | Lämningstyp    | Tillkomsttid | Historisk indelning | Plats | Läge                 | ID-nr          | Bild                                      |
| ------------------------------- | -------------- | ------------ | ------------------- | ----- | -------------------- | -------------- | ----------------------------------------- |
| Fjärestad 1:1                   | Hög            |              | Fjärestad, Skåne    |       | 55.977911, 12.828069 | 10121900010001 | Ladda upp en till bild av detta fornminne |
| Fjärestad 1:2                   | Hög            |              | Fjärestad, Skåne    |       | 55.977851, 12.827464 | 10121900010002 | Ladda upp en bild av detta fornminne      |
| Fastmårupsdösen (Fjärestad 2:1) | Stenkammargrav |              | Fjärestad, Skåne    |       | 55.976597, 12.828082 | 10121900020001 | Ladda upp en till bild av detta fornminne |
| Fjärestad 2:2                   | Hällristning   |              | Fjärestad, Skåne    |       | 55.976597, 12.828082 | 10121900020002 | Ladda upp en bild av detta fornminne      |
| Borgen (Fjärestad 3:1)          | Borg           |              | Fjärestad, Skåne    |       | 55.968732, 12.849729 | 10121900030001 | Ladda upp en till bild av detta fornminne |
| Fjärestad 5:1                   | Stenkammargrav |              | Fjärestad, Skåne    |       | 55.987655, 12.813679 | 10121900050001 | Ladda upp en bild av detta fornminne      |
| Fjärestad 5:2                   | Hällristning   |              | Fjärestad, Skåne    |       | 55.987651, 12.813615 | 10121900050002 | Ladda upp en bild av detta fornminne      |
| Gröthög (Fjärestad 6:1)         | Hög            |              | Fjärestad, Skåne    |       | 55.996032, 12.835418 | 10121900060001 | Ladda upp en bild av detta fornminne      |
| Gröthög (Fjärestad 6:2)         | Hög            |              | Fjärestad, Skåne    |       | 55.995984, 12.835260 | 10121900060002 | Ladda upp en bild av detta fornminne      |
| Gröthög (Fjärestad 6:3)         | Hög            |              | Fjärestad, Skåne    |       | 55.995986, 12.834988 | 10121900060003 | Ladda upp en bild av detta fornminne      |
| Fjärestad 7:1                   | Hög            |              | Fjärestad, Skåne    |       | 55.983863, 12.820675 | 10121900070001 | Ladda upp en bild av detta fornminne      |
| Skogshög. (Fjärestad 8:1)       | Hög            |              | Fjärestad, Skåne    |       | 55.964548, 12.873529 | 10121900080001 | Ladda upp en bild av detta fornminne      |
| Fjärestad 21:1                  | Hög            |              | Fjärestad, Skåne    |       | 55.975284, 12.841509 | 10121900210001 | Ladda upp en bild av detta fornminne      |
| Fjärestad 26:1                  | Hög            |              | Fjärestad, Skåne    |       | 55.970168, 12.858331 | 10121900260001 | Ladda upp en bild av detta fornminne      |
| Fjärestad 47:1                  | Hög            |              | Fjärestad, Skåne    |       | 55.997429, 12.838276 | 10121900470001 | Ladda upp en bild av detta fornminne      |
| Fjärestad 49:1                  | Hög            |              | Fjärestad, Skåne    |       | 55.979609, 12.826208 | 10121900490001 | Ladda upp en bild av detta fornminne      |
| Fjärestad 51:1                  | Hög            |              | Fjärestad, Skåne    |       | 55.981075, 12.824321 | 10121900510001 | Ladda upp en bild av detta fornminne      |
| Fjärestad 54:1                  | Hög            |              | Fjärestad, Skåne    |       | 55.977489, 12.837885 | 10121900540001 | Ladda upp en bild av detta fornminne      |
| Fjärestad 55:1                  | Hög            |              | Fjärestad, Skåne    |       | 55.982409, 12.824126 | 10121900550001 | Ladda upp en bild av detta fornminne      |
| Fjärestad 56:2                  | Hög            |              | Fjärestad, Skåne    |       | 55.989764, 12.815806 | 10121900560002 | Ladda upp en bild av detta fornminne      |
| Spåhög (Fjärestad 63:1)         | Hög            |              | Fjärestad, Skåne    |       | 55.975926, 12.867697 | 10121900630001 | Ladda upp en bild av detta fornminne      |
| Fjärestad 70:1                  | Hög            |              | Fjärestad, Skåne    |       | 55.974877, 12.848736 | 10121900700001 | Ladda upp en bild av detta fornminne      |

## Helsingborg
| Namn                                   | Lämningstyp      | Tillkomsttid | Historisk indelning | Plats | Läge                 | ID-nr          | Bild                                      |
| -------------------------------------- | ---------------- | ------------ | ------------------- | ----- | -------------------- | -------------- | ----------------------------------------- |
| Sankt Clemens Kyrka (Helsingborg 11:1) | Kyrka/kapell     |              | Helsingborg, Skåne  |       | 56.050243, 12.697570 | 10126200110001 | Ladda upp en bild av detta fornminne      |
| Kärnan (Helsingborg 15:2)              | Borg             |              | Helsingborg, Skåne  |       | 56.048185, 12.697148 | 10126200150002 | Ladda upp en till bild av detta fornminne |
| Helsingborg 58:1                       | Hög              |              | Helsingborg, Skåne  |       | 56.081264, 12.668513 | 10126200580001 | Ladda upp en bild av detta fornminne      |
| Helsingborg 59:1                       | Hög              |              | Helsingborg, Skåne  |       | 56.085039, 12.658036 | 10126200590001 | Ladda upp en bild av detta fornminne      |
| Helsingborg 61:1                       | Hög              |              | Helsingborg, Skåne  |       | 56.078069, 12.668964 | 10126200610001 | Ladda upp en bild av detta fornminne      |
| Helsingborg 67:2                       | Hög              |              | Helsingborg, Skåne  |       | 56.078636, 12.667367 | 10126200670002 | Ladda upp en bild av detta fornminne      |
| Helsingborg 76:2                       | Hög              |              | Helsingborg, Skåne  |       | 56.082948, 12.658714 | 10126200760002 | Ladda upp en bild av detta fornminne      |
| Helsingborg 77:1                       | Stensättning     |              | Helsingborg, Skåne  |       | 56.023877, 12.741382 | 10126200770001 | Ladda upp en till bild av detta fornminne |
| Helsingborg 77:2                       | Stensättning     |              | Helsingborg, Skåne  |       | 56.023804, 12.741537 | 10126200770002 | Ladda upp en till bild av detta fornminne |
| Bonhög (Helsingborg 80:1)              | Hög              |              | Helsingborg, Skåne  |       | 55.987829, 12.757751 | 10126200800001 | Ladda upp en bild av detta fornminne      |
| Ljunghög (Helsingborg 83:1)            | Hög              |              | Helsingborg, Skåne  |       | 55.994334, 12.778885 | 10126200830001 | Ladda upp en bild av detta fornminne      |
| Helsingborg 89:1                       | Hög              |              | Helsingborg, Skåne  |       | 56.004061, 12.730574 | 10126200890001 | Ladda upp en bild av detta fornminne      |
| Starkodders hög (Helsingborg 91:1)     | Hög              |              | Helsingborg, Skåne  |       | 56.002694, 12.757734 | 10126200910001 | Ladda upp en bild av detta fornminne      |
| Helsingborg 94:1                       | Begravningsplats |              | Helsingborg, Skåne  |       | 55.999456, 12.768293 | 10126200940001 | Ladda upp en bild av detta fornminne      |
| Helsingborg 95:1                       | Hög              |              | Helsingborg, Skåne  |       | 56.001541, 12.774996 | 10126200950001 | Ladda upp en bild av detta fornminne      |
| Helsingborg 96:1                       | Hög              |              | Helsingborg, Skåne  |       | 56.001590, 12.779130 | 10126200960001 | Ladda upp en bild av detta fornminne      |
| Revhög (Helsingborg 101:1)             | Hög              |              | Helsingborg, Skåne  |       | 56.014413, 12.781362 | 10126201010001 | Ladda upp en bild av detta fornminne      |
| Gröte hög (Helsingborg 102:1)          | Hög              |              | Helsingborg, Skåne  |       | 56.006761, 12.764221 | 10126201020001 | Ladda upp en bild av detta fornminne      |
| Gröte hög (Helsingborg 102:2)          | Hög              |              | Helsingborg, Skåne  |       | 56.006965, 12.763741 | 10126201020002 | Ladda upp en bild av detta fornminne      |
| Gröte hög (Helsingborg 102:3)          | Hög              |              | Helsingborg, Skåne  |       | 56.006412, 12.764972 | 10126201020003 | Ladda upp en bild av detta fornminne      |
| Helsingborg 105:1                      | Hög              |              | Helsingborg, Skåne  |       | 56.014345, 12.750557 | 10126201050001 | Ladda upp en till bild av detta fornminne |
| Helsingborg 106:1                      | Hög              |              | Helsingborg, Skåne  |       | 56.014310, 12.752246 | 10126201060001 | Ladda upp en till bild av detta fornminne |
| Helsingborg 107:1                      | Hög              |              | Helsingborg, Skåne  |       | 56.014586, 12.748782 | 10126201070001 | Ladda upp en till bild av detta fornminne |
| Tvillinghögen (Helsingborg 108:1)      | Hög              |              | Helsingborg, Skåne  |       | 56.012936, 12.748874 | 10126201080001 | Ladda upp en till bild av detta fornminne |
| Stenhög (Helsingborg 111:1)            | Hög              |              | Helsingborg, Skåne  |       | 55.991126, 12.767307 | 10126201110001 | Ladda upp en bild av detta fornminne      |
| Harakullen (Helsingborg 112:1)         | Hög              |              | Helsingborg, Skåne  |       | 55.990015, 12.757862 | 10126201120001 | Ladda upp en bild av detta fornminne      |
| Eskhög (Helsingborg 113:1)             | Hög              |              | Helsingborg, Skåne  |       | 55.993415, 12.753346 | 10126201130001 | Ladda upp en bild av detta fornminne      |
| Helsingborg 116:1                      | Hög              |              | Helsingborg, Skåne  |       | 56.012505, 12.750862 | 10126201160001 | Ladda upp en till bild av detta fornminne |
| Helsingborg 117:1                      | Hög              |              | Helsingborg, Skåne  |       | 56.011950, 12.749364 | 10126201170001 | Ladda upp en till bild av detta fornminne |
| Helsingborg 118:1                      | Hög              |              | Helsingborg, Skåne  |       | 56.011111, 12.752714 | 10126201180001 | Ladda upp en till bild av detta fornminne |
| Helsingborg 118:2                      | Hög              |              | Helsingborg, Skåne  |       | 56.011193, 12.752355 | 10126201180002 | Ladda upp en till bild av detta fornminne |
| Helsingborg 118:3                      | Hög              |              | Helsingborg, Skåne  |       | 56.011233, 12.752160 | 10126201180003 | Ladda upp en till bild av detta fornminne |
| Helsingborg 118:4                      | Stensättning     |              | Helsingborg, Skåne  |       | 56.011107, 12.753339 | 10126201180004 | Ladda upp en till bild av detta fornminne |
| Helsingborg 118:5                      | Stensättning     |              | Helsingborg, Skåne  |       | 56.011086, 12.753565 | 10126201180005 | Ladda upp en till bild av detta fornminne |
| Helsingborg 119:1                      | Hög              |              | Helsingborg, Skåne  |       | 56.012449, 12.752281 | 10126201190001 | Ladda upp en till bild av detta fornminne |
| Helsingborg 119:2                      | Hög              |              | Helsingborg, Skåne  |       | 56.012727, 12.752288 | 10126201190002 | Ladda upp en till bild av detta fornminne |
| Helsingborg 119:3                      | Hög              |              | Helsingborg, Skåne  |       | 56.012726, 12.752657 | 10126201190003 | Ladda upp en till bild av detta fornminne |
| Helsingborg 124:1                      | Begravningsplats |              | Helsingborg, Skåne  |       | 56.005787, 12.723342 | 10126201240001 | Ladda upp en till bild av detta fornminne |
| Helsingborg 127:1                      | Hög              |              | Helsingborg, Skåne  |       | 56.010665, 12.754702 | 10126201270001 | Ladda upp en bild av detta fornminne      |
| Helsingborg 137:1                      | Hög              |              | Helsingborg, Skåne  |       | 56.016063, 12.748336 | 10126201370001 | Ladda upp en till bild av detta fornminne |
| Helsingborg 144:1                      | Hög              |              | Helsingborg, Skåne  |       | 56.006323, 12.777609 | 10126201440001 | Ladda upp en bild av detta fornminne      |
| Helsingborg 183:1                      | Boplats          |              | Helsingborg, Skåne  |       | 56.02926, 12.756559  | 10126201830001 | Ladda upp en bild av detta fornminne      |
| Helsingborg 198:1                      | Hög              |              | Helsingborg, Skåne  |       | 55.997683, 12.779166 | 10126201980001 | Ladda upp en bild av detta fornminne      |
| Kvistofta 88:2                         | Hög              |              | Helsingborg, Skåne  |       | 55.983443, 12.785259 | 10128200880002 | Ladda upp en bild av detta fornminne      |

## Härslöv
| Namn         | Lämningstyp | Tillkomsttid | Historisk indelning | Plats | Läge                 | ID-nr          | Bild                                 |
| ------------ | ----------- | ------------ | ------------------- | ----- | -------------------- | -------------- | ------------------------------------ |
| Härslöv 30:1 | Hög         |              | Härslöv, Skåne      |       | 55.954286, 12.878112 | 10126300300001 | Ladda upp en bild av detta fornminne |
| Härslöv 59:1 | Hög         |              | Härslöv, Skåne      |       | 55.957665, 12.879645 | 10126300590001 | Ladda upp en bild av detta fornminne |

## Hässlunda
| Namn          | Lämningstyp                 | Tillkomsttid | Historisk indelning | Plats | Läge                 | ID-nr          | Bild                                 |
| ------------- | --------------------------- | ------------ | ------------------- | ----- | -------------------- | -------------- | ------------------------------------ |
| Hässlunda 3:1 | Stenkrets                   |              | Hässlunda, Skåne    |       | 56.019390, 12.919611 | 10126400030001 | Ladda upp en bild av detta fornminne |
| Hässlunda 3:2 | Grav markerad av sten/block |              | Hässlunda, Skåne    |       | 56.018976, 12.919984 | 10126400030002 | Ladda upp en bild av detta fornminne |
| Hässlunda 3:3 | Grav markerad av sten/block |              | Hässlunda, Skåne    |       | 56.019016, 12.919904 | 10126400030003 | Ladda upp en bild av detta fornminne |
| Hässlunda 3:4 | Grav markerad av sten/block |              | Hässlunda, Skåne    |       | 56.019088, 12.919854 | 10126400030004 | Ladda upp en bild av detta fornminne |
| Hässlunda 4:1 | Stenkrets                   |              | Hässlunda, Skåne    |       | 56.017953, 12.919148 | 10126400040001 | Ladda upp en bild av detta fornminne |
| Hässlunda 4:2 | Stenkrets                   |              | Hässlunda, Skåne    |       | 56.018087, 12.919122 | 10126400040002 | Ladda upp en bild av detta fornminne |
| Hässlunda 4:3 | Grav markerad av sten/block |              | Hässlunda, Skåne    |       | 56.017884, 12.919313 | 10126400040003 | Ladda upp en bild av detta fornminne |
| Hässlunda 4:4 | Grav markerad av sten/block |              | Hässlunda, Skåne    |       | 56.018212, 12.919081 | 10126400040004 | Ladda upp en bild av detta fornminne |

## Kropp
| Namn                          | Lämningstyp      | Tillkomsttid | Historisk indelning | Plats | Läge                 | ID-nr          | Bild                                 |
| ----------------------------- | ---------------- | ------------ | ------------------- | ----- | -------------------- | -------------- | ------------------------------------ |
| "Lisaborgs kulle" (Kropp 5:1) | Hög              |              | Kropp, Skåne        |       | 56.055943, 12.791665 | 10128100050001 | Ladda upp en bild av detta fornminne |
| Kropp 27:1                    | Hög              |              | Kropp, Skåne        |       | 56.059685, 12.775850 | 10128100270001 | Ladda upp en bild av detta fornminne |
| Kropp 50:1                    | Begravningsplats |              | Kropp, Skåne        |       | 56.076614, 12.819689 | 10128100500001 | Ladda upp en bild av detta fornminne |

## Kvistofta
| Namn                                 | Lämningstyp             | Tillkomsttid | Historisk indelning | Plats | Läge                 | ID-nr          | Bild                                      |
| ------------------------------------ | ----------------------- | ------------ | ------------------- | ----- | -------------------- | -------------- | ----------------------------------------- |
| Skansen (Kvistofta 1:1)              | Fästning/skans          |              | Kvistofta, Skåne    |       | 55.962312, 12.757976 | 10128200010001 | Ladda upp en bild av detta fornminne      |
| Åsahögen (Kvistofta 3:1)             | Hällristning            |              | Kvistofta, Skåne    |       | 55.973754, 12.811838 | 10128200030001 | Ladda upp en bild av detta fornminne      |
| Kvistofta 4:1                        | Hällristning            |              | Kvistofta, Skåne    |       | 55.977539, 12.816015 | 10128200040001 | Ladda upp en till bild av detta fornminne |
| Kvistofta 4:2                        | Hällristning            |              | Kvistofta, Skåne    |       | 55.977317, 12.816186 | 10128200040002 | Ladda upp en till bild av detta fornminne |
| Kvistofta 4:3                        | Hällristning            |              | Kvistofta, Skåne    |       | 55.977170, 12.816429 | 10128200040003 | Ladda upp en till bild av detta fornminne |
| Stenhög (Kvistofta 5:1)              | Hällristning            |              | Kvistofta, Skåne    |       | 55.971241, 12.814509 | 10128200050001 | Ladda upp en bild av detta fornminne      |
| Prästens grottor (Kvistofta 6:2)     | Hög                     |              | Kvistofta, Skåne    |       | 55.970043, 12.832187 | 10128200060002 | Ladda upp en bild av detta fornminne      |
| Skälhög? (Kvistofta 7:1)             | Hög                     |              | Kvistofta, Skåne    |       | 55.962518, 12.839399 | 10128200070001 | Ladda upp en bild av detta fornminne      |
| Kvistofta 10:1                       | Hög                     |              | Kvistofta, Skåne    |       | 55.945262, 12.840179 | 10128200100001 | Ladda upp en bild av detta fornminne      |
| Kvistofta 10:2                       | Hög                     |              | Kvistofta, Skåne    |       | 55.945423, 12.839930 | 10128200100002 | Ladda upp en bild av detta fornminne      |
| Kvistofta 13:1                       | Stenkammargrav          |              | Kvistofta, Skåne    |       | 55.986603, 12.813176 | 10128200130001 | Ladda upp en bild av detta fornminne      |
| Gantoftadösen (Kvistofta 14:1)       | Stenkammargrav          |              | Kvistofta, Skåne    |       | 55.984107, 12.807777 | 10128200140001 | Ladda upp en till bild av detta fornminne |
| Kvistofta 14:2                       | Hällristning            |              | Kvistofta, Skåne    |       | 55.984107, 12.807777 | 10128200140002 | Ladda upp en bild av detta fornminne      |
| Kvistofta 20:1                       | Hög                     |              | Kvistofta, Skåne    |       | 55.979693, 12.789733 | 10128200200001 | Ladda upp en bild av detta fornminne      |
| Maglehög? (Kvistofta 26:1)           | Hög                     |              | Kvistofta, Skåne    |       | 55.971365, 12.795117 | 10128200260001 | Ladda upp en bild av detta fornminne      |
| Maglahög (Kvistofta 27:1)            | Hög                     |              | Kvistofta, Skåne    |       | 55.972257, 12.794505 | 10128200270001 | Ladda upp en bild av detta fornminne      |
| Trehög? Trehögarna? (Kvistofta 50:1) | Hög                     |              | Kvistofta, Skåne    |       | 55.960501, 12.843805 | 10128200500001 | Ladda upp en bild av detta fornminne      |
| Trehög? Trehögarna? (Kvistofta 50:2) | Hög                     |              | Kvistofta, Skåne    |       | 55.960244, 12.843501 | 10128200500002 | Ladda upp en bild av detta fornminne      |
| Trehög? Trehögarna? (Kvistofta 50:3) | Hög                     |              | Kvistofta, Skåne    |       | 55.959894, 12.843160 | 10128200500003 | Ladda upp en bild av detta fornminne      |
| Bolshögarna (Kvistofta 56:1)         | Hög                     |              | Kvistofta, Skåne    |       | 55.973717, 12.817818 | 10128200560001 | Ladda upp en bild av detta fornminne      |
| Bolshögarna (Kvistofta 56:2)         | Hög                     |              | Kvistofta, Skåne    |       | 55.973450, 12.817859 | 10128200560002 | Ladda upp en bild av detta fornminne      |
| Stånghög (Kvistofta 57:1)            | Hög                     |              | Kvistofta, Skåne    |       | 55.975152, 12.816541 | 10128200570001 | Ladda upp en bild av detta fornminne      |
| Kvistofta 61:1                       | Hög                     |              | Kvistofta, Skåne    |       | 55.970397, 12.818785 | 10128200610001 | Ladda upp en bild av detta fornminne      |
| Kvistofta 65:1                       | Hög                     |              | Kvistofta, Skåne    |       | 55.947156, 12.839830 | 10128200650001 | Ladda upp en bild av detta fornminne      |
| Kvistofta 65:2                       | Hög                     |              | Kvistofta, Skåne    |       | 55.947396, 12.840437 | 10128200650002 | Ladda upp en bild av detta fornminne      |
| Kvistofta 66:1                       | Hög                     |              | Kvistofta, Skåne    |       | 55.945806, 12.835898 | 10128200660001 | Ladda upp en bild av detta fornminne      |
| Kvistofta 67:1                       | Hög                     |              | Kvistofta, Skåne    |       | 55.957568, 12.843220 | 10128200670001 | Ladda upp en bild av detta fornminne      |
| Kvistofta 87:1                       | Hög                     |              | Kvistofta, Skåne    |       | 55.960376, 12.874135 | 10128200870001 | Ladda upp en bild av detta fornminne      |
| Kvistofta 88:1                       | Hög                     |              | Kvistofta, Skåne    |       | 55.983228, 12.784924 | 10128200880001 | Ladda upp en bild av detta fornminne      |
| Fårahög (Kvistofta 99:1)             | Hög                     |              | Kvistofta, Skåne    |       | 55.957240, 12.867572 | 10128200990001 | Ladda upp en bild av detta fornminne      |
| Kvistofta 126                        | Grav- och boplatsområde |              | Kvistofta, Skåne    |       | 55.984479, 12.808972 | 12000000130580 | Ladda upp en bild av detta fornminne      |

## Mörarp
| Namn       | Lämningstyp | Tillkomsttid | Historisk indelning | Plats | Läge                 | ID-nr          | Bild                                 |
| ---------- | ----------- | ------------ | ------------------- | ----- | -------------------- | -------------- | ------------------------------------ |
| Mörarp 1:1 | Gravfält    |              | Mörarp, Skåne       |       | 56.053709, 12.911837 | 10131100010001 | Ladda upp en bild av detta fornminne |
| Mörarp 3:1 | Hög         |              | Mörarp, Skåne       |       | 56.059663, 12.866945 | 10131100030001 | Ladda upp en bild av detta fornminne |

## Ottarp
| Namn                       | Lämningstyp  | Tillkomsttid | Historisk indelning | Plats | Läge                 | ID-nr          | Bild                                 |
| -------------------------- | ------------ | ------------ | ------------------- | ----- | -------------------- | -------------- | ------------------------------------ |
| Rönnarps bjär (Ottarp 3:1) | Hög          |              | Ottarp, Skåne       |       | 55.935046, 12.946178 | 10131900030001 | Ladda upp en bild av detta fornminne |
| Ottarp 9:1                 | Stensättning |              | Ottarp, Skåne       |       | 55.938085, 12.920983 | 10131900090001 | Ladda upp en bild av detta fornminne |
| Ormhög (Ottarp 14:1)       | Hög          |              | Ottarp, Skåne       |       | 55.929553, 12.949847 | 10131900140001 | Ladda upp en bild av detta fornminne |
| Ottarp 22:1                | Stensättning |              | Ottarp, Skåne       |       | 55.963665, 12.880933 | 10131900220001 | Ladda upp en bild av detta fornminne |
| Ottarp 22:2                | Stensättning |              | Ottarp, Skåne       |       | 55.963560, 12.880684 | 10131900220002 | Ladda upp en bild av detta fornminne |
| Ottarp 51:1                | Hög          |              | Ottarp, Skåne       |       | 55.969596, 12.953898 | 10131900510001 | Ladda upp en bild av detta fornminne |
| Ottarp 63:1                | Hög          |              | Ottarp, Skåne       |       | 55.961350, 12.959636 | 10131900630001 | Ladda upp en bild av detta fornminne |
| Ottarp 75:1                | Stensättning |              | Ottarp, Skåne       |       | 55.960848, 12.888306 | 10131900750001 | Ladda upp en bild av detta fornminne |

## Välinge
| Namn         | Lämningstyp  | Tillkomsttid | Historisk indelning | Plats | Läge                 | ID-nr          | Bild                                 |
| ------------ | ------------ | ------------ | ------------------- | ----- | -------------------- | -------------- | ------------------------------------ |
| Välinge 1:1  | Hög          |              | Välinge, Skåne      |       | 56.218218, 12.768442 | 10139700010001 | Ladda upp en bild av detta fornminne |
| Välinge 2:1  | Hög          |              | Välinge, Skåne      |       | 56.215579, 12.771540 | 10139700020001 | Ladda upp en bild av detta fornminne |
| Välinge 3:1  | Stensättning |              | Välinge, Skåne      |       | 56.215589, 12.769217 | 10139700030001 | Ladda upp en bild av detta fornminne |
| Välinge 8:1  | Kyrka/kapell |              | Välinge, Skåne      |       | 56.214263, 12.785698 | 10139700080001 | Ladda upp en bild av detta fornminne |
| Välinge 8:2  | Kyrka/kapell |              | Välinge, Skåne      |       | 56.214101, 12.785663 | 10139700080002 | Ladda upp en bild av detta fornminne |
| Välinge 58:1 | Hällristning |              | Välinge, Skåne      |       | 56.183486, 12.819057 | 10139700580001 | Ladda upp en bild av detta fornminne |
| Välinge 69:1 | Hällristning |              | Välinge, Skåne      |       | 56.209476, 12.757513 | 10139700690001 | Ladda upp en bild av detta fornminne |

## Välluv
| Namn        | Lämningstyp | Tillkomsttid | Historisk indelning | Plats | Läge                 | ID-nr          | Bild                                 |
| ----------- | ----------- | ------------ | ------------------- | ----- | -------------------- | -------------- | ------------------------------------ |
| Välluv 3:1  | Hög         |              | Välluv, Skåne       |       | 56.017602, 12.788325 | 10139800030001 | Ladda upp en bild av detta fornminne |
| Välluv 20:1 | Hög         |              | Välluv, Skåne       |       | 56.015091, 12.796479 | 10139800200001 | Ladda upp en bild av detta fornminne |
| Välluv 23:1 | Hög         |              | Välluv, Skåne       |       | 56.017715, 12.792535 | 10139800230001 | Ladda upp en bild av detta fornminne |